# Tim Kleindienst
Tim Kleindienst (Jüterbog, 31 augustus 1995) is een Duits voetballer die bij voorkeur als centrumspits speelt.

## Clubcarrière
Kleindienst doorliep tot 2008 de jeugdreeksen van FC Viktoria Jüterbog. In 2008 werd hij overgenomen door Energie Cottbus, alwaar hij in 2013 de overstap naar het eerste elftal maakte. Op 14 december 2013 maakte hij zijn debuut in de 2. Bundesliga in de met 1–3 verloren wedstrijd op het terrein van Fortuna Düsseldorf. Twaalf minuten voor tijd verving hij Amin Affane. De speeldag erop kwam hij ook nog kort in actie, maar dat betroffen de enige wedstrijden waarin Kleindienst in actie kwam. Op het einde van het seizoen degradeerde Energie Cottbus en bijgevolg kwam Kleindienst in actie in de 3. Liga.
Na een succesvol seizoen 2014/15, waarin hij dertienmaal scoorde uit 35 wedstrijden, versierde Kleindienst een transfer naar SC Freiburg, toen uitkomend in de 2. Bundesliga. Mede door blessures was het eerste seizoen geen succes en werd Kleindienst het daaropvolgende seizoen verhuurd aan FC Heidenheim. Daar wist hij weer aan te knopen met het vroegere succes en in 27 competitiewedstrijden in de 2. Bundesliga wist hij zevenmaal te scoren. In het seizoen 2017/18 keerde Kleindienst terug naar Freiburg, dat ondertussen uitkwam in de Bundesliga. Zijn debuut op het hoogste Duitse niveau maakte Kleindienst op 20 augustus 2017 in de thuiswedstrijd tegen Eintracht Frankfurt. Kleindienst werd in de 58e minuut vervangen door Nils Petersen. Er werd niet gescoord tijdens de wedstrijd. Een maand eerder maakte Kleindienst reeds zijn debuut in de Europa League: op 27 juli 2017 werd met 1–0 gewonnen van NK Domžale.
In juli 2020 ondertekende Kleindienst een contract voor vier seizoenen bij KAA Gent, dat 3,5 miljoen euro voor hem betaalde. Eerder had AA Gent ook al Niklas Dorsch weggeplukt bij Heidenheim, dat net naast de promotie naar de Bundesliga had gegrepen na verlies in barragewedstrijden tegen Werder Bremen. Na amper een half seizoen keerde hij op huurbasis terug naar Heidenheim. Na de uitleenbeurt nam Heidenheim hem terug definitief over.
In de zomer van 2024 maakte hij de overstap naar Borussia Mönchengladbach.

## Clubstatistieken
| Seizoen | Club            | Land               | Competitie         | Competitie | Competitie | Beker | Beker | Internationaal | Internationaal | Totaal | Totaal |
| Seizoen | Club            | Land               | Competitie         | Wed.       | Dlp.       | Wed.  | Dlp.  | Wed.           | Dlp.           | Wed.   | Dlp.   |
| ------- | --------------- | ------------------ | ------------------ | ---------- | ---------- | ----- | ----- | -------------- | -------------- | ------ | ------ |
| 2013/14 | Energie Cottbus | Vlag van Duitsland | 2. Bundesliga      | 2          | 0          | —     | —     | —              | —              | 2      | 0      |
| 2014/15 | Energie Cottbus | Vlag van Duitsland | 3. Liga            | 35         | 13         | 1     | 0     | —              | —              | 36     | 13     |
| 2015/16 | SC Freiburg     | Vlag van Duitsland | 2. Bundesliga      | 7          | 0          | 1     | 0     | —              | —              | 8      | 0      |
| 2016/17 | → FC Heidenheim | Vlag van Duitsland | 2. Bundesliga      | 27         | 7          | 1     | 0     | —              | —              | 28     | 7      |
| 2017/18 | SC Freiburg     | Vlag van Duitsland | Bundesliga         | 22         | 2          | 1     | 0     | 2              | 0              | 25     | 2      |
| 2018/19 | SC Freiburg     | Vlag van Duitsland | Bundesliga         | 4          | 0          | 2     | 0     | —              | —              | 6      | 0      |
| 2019/20 | FC Heidenheim   | Vlag van Duitsland | 2. Bundesliga      | 29         | 16         | 0     | 0     | —              | —              | 29     | 16     |
| 2020/21 | KAA Gent        | Vlag van België    | Jupiler Pro League | 15         | 1          | 0     | 0     | 8              | 2              | 23     | 3      |
| 2020/21 | → FC Heidenheim | Vlag van Duitsland | 2. Bundesliga      | 15         | 11         | 0     | 0     | 0              | 0              | 15     | 11     |
| 2021/22 | FC Heidenheim   | Vlag van Duitsland | 2. Bundesliga      | 30         | 10         | 1     | 0     | —              | —              | 31     | 10     |
| 2022/23 | FC Heidenheim   | Vlag van Duitsland | 2. Bundesliga      | 32         | 25         | 2     | 0     | —              | —              | 34     | 25     |
| 2023/24 | FC Heidenheim   | Vlag van Duitsland | Bundesliga         | 28         | 11         | 2     | 2     | —              | —              | 30     | 13     |
| Totaal  | Totaal          | Totaal             | Totaal             | 247        | 96         | 10    | 4     | 10             | 2              | 262    | 102    |

Bijgewerkt op 6 april 2024.

## Interlandcarrière
In september 2014 werd Kleindienst door bondscoach Frank Wormuth opgeroepen voor de nationale ploeg U20. Door blessures werd hij een tijdlang niet opgeroepen, maar Kleindienst speelde tien wedstrijden voor de nationale jeugdploeg. Hij kwam geen enkele wedstrijd tot scoren. In 2015 nam hij met de U20 van Duitsland deel aan het WK onder 20 in Nieuw-Zeeland (samen met onder andere Julian Weigl en Julian Brandt), maar Kleindienst kwam niet in actie tijdens dit toernooi. Zijn laatste wedstrijd dateert van 20 maart 2016 tegen de U20 van Zwitserland.
Op 11 oktober 2024 maakte Kleindienst zijn debuut voor de A-selectie van Duitsland in de met 1-2 gewonnen UEFA Nations League-wedstrijd tegen Bosnië en Herzegovina.
1 Omlin  ·
2 Chiarodia ·
3 Itakura ·
5 Friedrich ·
7 Stöger ·
8 Weigl ·
9 Honorat ·
10 Neuhaus ·
11 Kleindienst ·
13 Fukuda ·
14 Pléa ·
16 Sander ·
19 Ngoumou ·
20 Netz ·
21 Sippel ·
22 Lainer ·
25 Hack ·
26 Ullrich ·
27 Reitz ·
28 Ranos ·
29 Scally ·
30 Elvedi ·
31 Čvančara ·
33 Nicolas ·
38 Borges Sanches ·
41 Olschowsky ·
Coach: Seoane
· Assistent-coach: Neuville